# ستيف هاينز
ستيف هاينز (بالإنجليزية: Steve Heinze)‏ هو لاعب هوكي الجليد أمريكي، ولد في 30 يناير 1970 في لورانس في الولايات المتحدة.

## وصلات خارجية
- ستيف هاينز على موقع دوري الهوكي الوطني (الإنجليزية)
- ستيف هاينز على موقع قاعة مشاهير الهوكي (لاعب أن.إتش.أل) (الإنجليزية)
- ستيف هاينز على موقع EliteProspects.com (الإنجليزية)
- ستيف هاينز على موقع HockeyDB.com (الإنجليزية)
- ستيف هاينز على موقع Hockey-Reference.com (الإنجليزية)
- ستيف هاينز على موقع أوليمبيديا (الإنجليزية)